# 阿格尼斯城鎮區 (堪薩斯州萊昂縣)
阿格尼斯城鎮區（英語：Agnes City Township）是位於美國堪薩斯州萊昂縣的一個行政鎮區。

## 地方資料
阿格尼斯城鎮區的面積為279.28平方千米，當中陸地面積為277.50平方千米，而水域面積為1.78平方千米。根據2010年美國人口普查的數據，當地共有人口430人，而人口密度為每平方千米1.54人。

## 外部連結
- US-Counties.com
- City-Data.com （页面存档备份，存于）